# Ґуя
Ґуя (пол. Guja, нім. Groß Guja) — село в Польщі, у гміні Венґожево Венґожевського повіту Вармінсько-Мазурського воєводства.
Населення — 185 осіб (2011).

## Демографія
Демографічна структура станом на 31 березня 2011 року:
|          | Загалом | Допрацездатний вік | Працездатний вік | Постпрацездатний вік |
| -------- | ------- | ------------------ | ---------------- | -------------------- |
| Чоловіки | 95      | 20                 | 65               | 10                   |
| Жінки    | 90      | 18                 | 47               | 25                   |
| Разом    | 185     | 38                 | 112              | 35                   |